# Alexander Neckham
Alexander Neckham (St Albans, 1157. szeptember 8. – Kempsey, Worcestershire, 1217. március 31.) középkori angol teológus és természettudós.
Természettudományi művet írt De naturis rerum et de laudibus divinae sapientiae címmel. Ebben több mitologikus élőlényt említ meg, például a főnixet Ovidius és Claudianus alapján, ugyanakkor az ismert állatvilággal kapcsolatban sem mindig helytállóak adatai. A kakas szerinte öreg korában tojást képes tojni, amelyből – miután egy béka kiköltötte – egy baziliszkusz bújik elő. Az ember Neckham szerint tulajdonképpen egy fordított fa, hiszen erre utal görög neve: „Anthropos interpretatur arbor inversa.” És mivel haja a gyökérzet, ezért gyökereit felfelé fordítva jár.
Neckham ugyanakkor kritizálja a párizsi mestereket a hiábavaló okoskodásokért. Szerinte ilyen és hasonló állításokról folytak viták akkoriban az egyetemeken: ha két hadsereg közül az egyikben egyetlen fehér ember kivételével csupa fekete ember van, a másikban pedig fordítva – akkor a két hadsereg hasonló. Vagy: mindazt, amit ismer az ember – valójában nem ismeri, mert bármennyi okát ismeri egy ténynek, még több okát nem ismeri.